# Internerds Recors
Internerds Recors (sic) fue un sello discográfico independiente de Perú que existió entre los años 2004 y 2007. Dio a conocer a importantes bandas del indie peruano como Rayobac, Vavas, Kinder, Demolición, Moon Over Soho, entre otras más.

## Datos Biográficos
Internerds Recors nació por iniciativa del diseñador gráfico y músico Iván Esquivel y de la artista plástica Natalia Vásquez a mediados del año 2004.
Según la entrevista concedida por Esquivel y publicada en el n.º 7 de la revista Freak Out! en septiembre del 2005, la idea original era "colgar 10 mp3s en mi página personal" luego de haber visto a algunos grupos interesantes en la naciente escena indie de Lima, como Rayobac, además de verse sorprendido por la cantidad de nuevas bandas 
aparecidas en el primer compilatorio de indie peruano: Vamos A Ser Felices (Buh 
Records - Revista Autobús # 1, junio de 2004). 
Luego de asistir a algunos conciertos, averiguar correos electrónicos, recopilar información  y recabar archivos de música (mayormente en formato .mp3) de bandas aparecidas en los últimos dos años en Perú, Esquivel decidió editar un triple compilado con todo el material musical que había recolectado hasta ese momento. Así se editó Mixtape! en octubre del 2004, causando admiración entre los melómanos más exigentes (a pesar de la predominante estética low fi en las canciones escogidas), y el cual ayudaría a reactivar la escena indie, especialmente en Lima. Una vez lanzado Mixtape!, Internerds vería incrementar sus lanzamientos (16 en total) con el correr de los años. Cabe resaltar que algunos de sus discos fueron distribuidos conjuntamente con ediciones de la revista Freak Out!
La mayoría de sus lanzamientos tenían un muy bien cuidado diseño gráfico en el que predominaban los espacios claros y el color blanco, el uso de papeles y cartulinas finas, y de ciertas estructuras particulares (como troquelados especiales). Así mismo sus tirajes eran reducidos; algunos solo alcanzaban los 50 ejemplares, convirtiéndose en muy codiciados y, ya por el tiempo, inhallables. Sin embargo, muchos de esos lanzamientos venían con textos escritos por Esquivel ciertamente aburridos y poco informativos sobre las bandas editadas.
Así también Internerds organizaría conciertos, mayormente con las bandas de su escudería. 
Dichos conciertos (10 en total) se dieron entre diciembre del 2004 y marzo del 2006 en distintos locales de Lima. Algunos de ellos resultaron memorables dentro de la historia del indie peruano.
Internerds Recors también era un netlabel pues muchos de sus lanzamientos (además de fotos, afiches, wallpapers y salva pantallas) eran fácilmente descargados a través de su página web en Internet.
En noviembre del 2007, se anunció el cese de funciones de Internerds Recors a través de una breve comunicado en el n.º 14 de la revista Freak Out! y que además se acompañaba del último lanzamiento del sello, el compilatorio No Hit Wonder:

Internerds Recors 2004 / 2007. Cuando a inicios del 2004 decidimos empezar el sello algo era muy claro: no aspirábamos a ser best sellers, llenar conciertos ni sonar en las radios tanto como hacer lo que nos gusta y a nuestra manera. Con el máximo cuidado puesto en todo los detalles. Disfrutando al hacerlo y esperando que algunos disfruten con ello también. Como quien graba en su dormitorio una bonita canción sabiendo que no será oída más que por un puñado de personas, un no hit wonder, haciendo las cosas por el solo hecho de disfrutarlo mientras tanto. Casi cuatro años han pasado desde entonces -mucho más de lo que dura una buena canción pop- y creemos que es un buen momento para detenerse. Sin remordimientos. Sin culpas. Sin tareas pendientes. Nacimos para perder solíamos decir. Quizá esta frase no hay sido tan cierta después de todo.
Revista Freak Out!, No. 14, noviembre 2007

## Lanzamientos Internerds Recors
A continuación un listado de todos los lanzamientos de Internerds Recors. Se enlistan tanto 
los lanzamientos discográficos como la de otros ítems. También se señala la fecha de edición, formato de edición y su número referencial dentro de su catálogo:
| Artista         | Disco                                             | Fecha de Edición   | Formato                    | # de Catálogo | Descripción                                                            |
| --------------- | ------------------------------------------------- | ------------------ | -------------------------- | ------------- | ---------------------------------------------------------------------- |
| Varios Artistas | Mixtape!                                          | Octubre de 2004    | Triple CD-R                | Nerd.001      | Compilatorio triple con diseño y envoltura especial.                   |
| V. A.           | Brena 01 Concierto                                | Diciembre de 2004  | Video CD                   | Nerd.002      | Video del concierto del 11 de diciembre de 2004 en Breña.              |
| Rayobac         | Verano 2001 (Ensayo)                              | Marzo de 2005      | CD-R                       | Nerd.003      | Primera referencia discográfica de Rayobac.                            |
| Lunik           | Portanube                                         | Abril de 2005      | CD-R                       | Nerd.004      | Compilación de audios del músico experimental Lunik (Róger Terrones).  |
| Vavas           | Single Disk                                       | Abril de 2005      | Disquete (2 temas en .mp3) | Nerd.005      | Proyecto personal de Valentín Yoshimoto, exintegrante de Rayobac.      |
|                 | Internerds Website                                | Abril de 2005      | HTML                       | Nerd.006      | Relanzamiento de su página web.                                        |
| Vavas           | 386 Demostage                                     | Junio de 2006      | CD-R                       | Nerd.007      | Distribuido junto al n.º 10 de la revista Freak Out!.                  |
| V. A.           | Bonus Tracks: Set' 2005                           | Septiembre de 2005 | CD-R                       | Nerd.008      | Distribuido junto al n.º 7 de Freak Out!.                              |
| V. A.           | Dormitorios Electrónicos / Sonidos Hechos En Casa | Octubre de 2005    | CD-R                       | Nerd.009      | Compilación de artistas indietrónicos.                                 |
|                 | Screensaver / Wallpaper                           | Diciembre de 2005  | SCR / BMP                  | Nerd.010      | Ambos diseños realizados a partir del perro Fox, la mascota del sello. |
| Kinder          | Mini EP                                           | Febrero de 2006    | Mini CD-R                  | Nerd.011      | Una segunda edición de este disco fue editado por Galanaxico Records.  |
| Demolición      | Laurita Lee El Bushidō                            | Agosto de 2006     | casete                     | Nerd.012      | Audios de este banda twee punk.                                        |
| Moon Over Soho  | Cafetería EP                                      | Diciembre de 2006  | Mini CD-R                  | Nerd.013      | Segundo disco de esta banda.                                           |
| Aural Noise     | Melotrónica EP                                    | Abril de 2007      | CD-R                       | Nerd.014      | Audios de esta banda indietrónica.                                     |
| Rayobac         | Rayobac                                           | Abril de 2007      | CD                         | Nerd.015      | El postergado disco debut de Rayobac grabado en el 2003.               |
| V. A.           | No Hit Wonder                                     | Noviembre de 2007  | CD-R                       | Nerd.016      | Último disco de Internerds distribuido junto al n.º 14 de Freak Out!.  |

## Conciertos Internerds Recors
A continuación un listado de los conciertos organizados por Internerds Recors. También se 
enumeran, en orden alfabético, las bandas participantes en cada concierto:
1. Breña 01. Realizado el 11 de diciembre de 2004 en la pizzería de la calle Mariscal Orbegozo 233, del Distrito de Breña. Participaron: Callahan, Colores En Espiral, Corazones En El Espacio, Ionaxs, Mierdra, Norvasc, Quematuradio y Qondor.
2. Eka 01. Realizado el 6 de abril de 2005 en la discoteca Eka del Distrito de Miraflores. Participaron: Callahan, Der Hannah Hoch, Las Tabas, Norvasc, Serpentina Satélite, Viajeros y Zetangas.
3. Eka 02. Realizado el 4 de mayo de 2005 en la discoteca Eka. Participaron: Callahan, Crossota, Kinder, Las Vacas De Wisconsin, Liquidarlo Celuloide, Mi Jardín Secreto, Qondor y Vavas.
4. Eka Junio. Realizado el 22 de junio de 2005 en la discoteca Eka. Participaron: Boomerang, Callahan, Helicon, Kaboogie y Mi Jardín Secreto.
5. Internerds en Inka Club. Realizado el 8 de julio de 2005 en la discoteca Inka Club de la Plaza San Martín del Centro Histórico de Lima. Participaron: El Mundo De Pecval, Malagua, Norvasc y Raskolnikov Y Los Escarabajos Obreros.
6. Internerds en Negro Negro. Realizado el 23 de julio de 2005 en el bar Negro Negro de la Plaza San Martín. Participaron: Ambarina, Boomerang, Callahan, Mi Jardín Secreto, Serpentina Satélite y Velocet.
7. Internerds en El Ekeko. Realizado el 26 de agosto de 2005 en el bar El Ekeko del Distrito de Barranco. Participaron: Abrelatas, Boomerang, Callahan, Kaboogie y Mi Jardín Secreto.
8. Internerds en Carpe Diem. Realizado el 16 de noviembre de 2005 en la discoteca Carpe Diem de Miraflores. Participaron: Callahan, Chica Chica Chiquita, Los Lunatacs y Mi Jardín Secreto.
9. Dale Un Respiro A Tus Oídos. Realizado el 14 de diciembre de 2005 en el bar Mochileros de Barranco. Participaron: Ambarina, Callahan y Mundos Para Lelos.
10. Llauca Fest. Realizado el 3 de marzo de 2006 en una casa particular del Distrito del Callao. Participaron: Ambarina, Abrelatas, Callahan, Chica Chica Chiquita, Iván Caries, Moon Over Soho y Mundos Para Lelos.

## Internerds Buks
Internerds también incursionó en el mundo editorial, publicando un cómic y un poemario:
1. Jesús Cossío. Juventud Moderna # 1. Febrero de 2006. Comic. Internerds Buks 001.
2. Bruno Mendizábal. Extravío Personal. Mayo de 2007. Poesía. Internerds Buks & Recors 002.